# Thousand Parsec
Thousand Parsec（TP）是自由开源软件，一个空间回合制策略游戏框架。Thousand Parsec常常被误认为一个游戏但它仅仅是一个创造游戏的平台，通常产生4X概念体系的游戏,：eXplore, eXpand, eXploit和eXterminate。Thousand Parsec体现此特点的游戏包括Reach for the Stars, Stars!, VGA Planets, Master of Orion和Galactic Civilizations.
不像闭源商业产品，此项目能扎干玩家电脑的机能。有着极高的可定制能力。

## 历史
Tim Ansell在2002年以另一个名字开始了这个项目起初只是Stars!克隆。不久，Tim d决定仿照"Worldforge模式"，不过是建立太空帝国类的游戏框架。
2006年，Thousand Parsec未达到预想目标。不光低估了工作的负担，而且没有吸引到任何新开发者。Thousand Parsec尽管遇到挫折，但是仍有巨大的代码资源，通过Ohloh项目状态显示，有95000行代码。
2006年晚些时候，进度进展加快不少新的成员加入。开始研发AI，因此有编程竞赛活跃地在linux.conf.au进行宣传。
2007年，Thousand Parsec在Google Summer of Code中得到三个名额。
2008年，Thousand Parsec幸运的得到8个Google Summer of Code位置。新项目包括三个新的规则设定，一个三维客户端（基于Ogre），三个AI相关项目，以及一个服务端扩展和单人游戏有关的项目。

## 链接
- Thousand Parsec项目主页
- Thousand Parsec Wiki
- Thousand Parsec在SourceForge.net（页面存档备份，存于）
- Thousand Parsec在Freshmeat.net（页面存档备份，存于）